# George W. Mason
George Walter Mason, född 1891, död 1954, amerikansk industrialist. Mason var chef för Kelvinator Corporation (1928-1937), Nash-Kelvinator Corporation (1937-1954) och American Motors Corporation (1954).
American Motors skapades genom att Nash (Nash-Kelvinator Corporation) köpte upp Hudson (Hudson Motor Car Company) i januari 1954. Ny koncernchef blev Mason som tidigare varit chef på Nash. Mason var den som drivit på samgåendet som han såg som den enda chansen för märkena att leva vidare och stå emot konkurrensen från the Big Three: General Motors, Ford och Chrysler.